# أديس نوركوفيتش
أديس نوركوفيتش ((بالألبانية: Adis Nurkoviç)‏; ولد في 28 نيسان / أبريل 1986) هو لاعب كرة قدم بوسني المولد كوسوفوي الجنسية، يلعب في مركز حارس المرمى مع نادي فلامورتاري فلوره الألباني ومنتخب كوسوفو لكرة القدم.

## النشأة
ولد في فليكا كلادوشا، جمهورية يوغوسلافيا الاتحادية الاشتراكية ولقد لعب في مباريات فرق كرة القدم في البوسنة والهرسك وفي كرواتيا.

## وصلات خارجية
- أديس نوركوفيتش على موقع الاتحاد الدولي (مؤرشف)  (الإنجليزية)
- أديس نوركوفيتش على موقع الاتحاد الأوربي (الإنجليزية)
- أديس نوركوفيتش على موقع قاعدة بيانات كرة القدم.إي يو (الإنجليزية)
- أديس نوركوفيتش على موقع ناشيونال فوتبول تيمز (الإنجليزية)
- أديس نوركوفيتش على موقع Soccerway.com (الإنجليزية)
- أديس نوركوفيتش على موقع عالم كرة القدم.نت (الإنجليزية)